# Gefleckter Korallenwächter
Der Gefleckte Korallenwächter (Cirrhitichthys oxycephalus) oder Spitzkopf-Korallenwächter ist ein kleiner, bis 10 Zentimeter langer Büschelbarsch (Cirrhitidae). Sie unterscheiden sich von der fast gleich aussehenden Art Cirrhitichthys aprinus durch die gefleckte Schwanzflosse, die bei C. aprinus durchscheinend transparent ist.

## Verbreitung
Die Fische haben ein sehr weites Verbreitungsgebiet und leben in den Korallen- und Felsriffen des Roten Meeres und des tropischen Indopazifik von der Küste Ost- und Südafrikas bis zum Golf von Kalifornien und den Galapagosinseln.

## Lebensweise
Wie alle Korallenwächter lebt der Spitzkopf-Korallenwächter sesshaft in einem kleinen Revier. Dort sitzt er hüfig auf markanten Korallenstöcken oder Felsen und lauert auf vorbeischwimmende Beute wie kleine Krebstiere und Fischlarven. Da diese Fischart eine verkümmerte Schwimmblase haben, ist sie nicht in der Lage, sich längere Zeit im freien Wasser aufzuhalten.

## Aquarienhaltung
Der Gefleckte Korallenwächter lässt sich leicht in einem Meerwasseraquarium halten. Die Fische sollten mit Frostfutter, wie Artemia, Mysis und Krill ausreichend gefüttert werden. Wie alle Büschelbarsche ist auch der Gefleckte Korallenwächter sehr gefräßig. Leidet er Hunger, so kann er sich an Garnelen und kleinen Fischen, die kleiner als 1/3 seiner Körperlänge sind, vergreifen.